# Comissão de Pós-Graduação
Comissão de Pós-Graduação (CPG) é o nome dado ao órgão colegiado das unidades (Institutos, Faculdades e Escolas) de uma universidade que trata do ensino de pós-graduação daquela unidade. Em geral ela é composta por um docente de cada departamento e por um representante discente. Um dos docentes é eleito presidente, e ele fica responsável por organizar as atividades do órgão.
Dentre as atividades da Comissão de Pós-Graduação estão a definição das regras, do currículo e da grade horária do curso de pós-graduação, o julgamento de requerimentos que a ela são entregues, a avaliação didática das disciplinas do curso, a distribuição de bolsas e a definição de bancas. Em alguns casos, suas decisões estão subordinadas às decisões de instâncias superiores como a Congregação universitária e o Conselho Universitário.